# Kieran McKenna
Kieran McKenna  (sinh ngày 14 tháng 5 năm 1986) là một huấn luyện viên bóng đá chuyên nghiệp  người Bắc Ailen và là cựu cầu thủ, hiện đang là huấn luyện viên tại câu lạc bộ Championship đó là Ipswich Town. Trước đó, anh từng là huấn luyện viên đội U18 Manchester United, anh cũng từng phục vụ ở vị trí tương tự cho Tottenham Hotspur.
McKenna gia nhập Tottenham với tư cách là một cầu thủ trẻ vào năm 2002, anh đã được tuyển thẳng đến câu lạc bộ này từ Ballinamallard United. Năm 2009 cũng ở tuổi 23, McKenna đã buộc phải chấm dứt thi đấu bóng đá do chấn thương hông, anh ấy đã thất bại trong việc nổ lực vào đội 1 của Tottenham. Anh cũng góp mặt tham dự các đội trẻ Bắc Ireland với U19 Bắc Ireland và U21 Bắc Ireland.

## Sự nghiệp chơi bóng
McKenna là một cầu thủ bóng đá trẻ tại Tottenham Hotspur,  trước khi anh kết thúc sự nghiệp chơi bóng vào năm 2009 do chấn thương hông; Anh ấy đã trải qua hai năm phục hồi và thực hiện hai ca phẫu thuật trước khi xác nhận quyết định treo giày, cơ thể không còn ổn định để chơi bóng đá chuyên nghiệp. Trước đó, anh chơi cho Ennskillen Town United và Ballinamallard United.
Hơn nữa, anh góp mặt trong đội tuyển Bắc Ireland ở các cấp độ U19 và U21.

## Sự nghiệp huấn luyện viên

### Tottenham Hotspur
Sau khi kết thúc sự nghiệp cầu thủ, McKenna tiếp tục nhận công việc huấn luyện viên. Vào năm 2015, anh được dẫn dắt U18 Tottenham Hotspur. McKenna tiết lộ rằng ông gần như gia nhập đội ngũ huấn luyện tại Liverpool, nơi ông sẽ thay thế Alex Inglethorpe,người đã được thăng chức từ huấn luyện viên lên giám đốc học viện. Anh ở lại một ngày tại khu tập luyện Melwood của Liverpool để chuẩn bị ký hợp đồng với câu lạc bộ vùng Merseyside tuy nhiên anh đã quyết định ở lại Tottenham.

### Manchester United
Trong mùa giải thứ hai của mình phụ trách những người dưới 18 tuổi, McKenna đã dẫn dắt U18 Manchester United dành được danh hiệu U18 Premier League khu vực phía Bắc. Với việc đã từng làm huấn luyện viên đội U18 trong hai mùa giải qua; chính thức ngày 1 tháng 7 năm 2018, cùng với cựu cầu thủ của United là Michael Carrick, anh thay thế cho Rui Faria để làm trợ lí huấn luyện cho Jose Mourinho.
Mourinho rời United vào ngày 18 tháng 12 năm 2018 và được thay thế vào ngày hôm sau bởi huyền thoại của câu lạc bộ là Ole Gunnar Solskjær. Mặc dù các phóng viên cho rằng sự thay đổi người quản lý sẽ dẫn đến việc tuyển dụng một đội ngũ huấn luyện mới, cả McKenna và Carrick đều có thể giữ vị trí của mình dưới quyền Solskjær, và cả hai có thêm một đồng nghiệp nữa đó là Mike Phelan, một trợ lí huấn luyện viên củ dứoi triều đại Sir Alex Ferguson.

## Danh hiệu
U18 Manchester United
- U18 Premier League Khu vực phía Bắc: 2017–18[5]